# Ryszard Budka
Ryszard Budka (ur. 17 lipca 1935) – polski piłkarz, obrońca.

## Kariera
Był długoletnim piłkarzem Wisły Kraków. W barwach tego zespołu w 1967 sięgnął po Puchar Polski. W reprezentacji Polski debiutował w rozegranym 30 września 1962 spotkaniu z Bułgarią, drugi i ostatni raz zagrał kilkanaście dni później.

## Sukcesy

### Klubowe

#### Wisła Kraków
- Mistrzostwo II ligiː 1964/1965
- Wicemistrzostwo Polskiː 1965/1966
- Puchar Polskiː 1966/1967